# Église Notre-Dame de Beaulieu-sur-Dordogne
L'église Notre-Dame, ou chapelle des Pénitents bleus, est une église catholique située à Beaulieu-sur-Dordogne, dans le département français de la Corrèze.

## Localisation
L'église est située dans le département français de la Corrèze, sur la commune de Beaulieu-sur-Dordogne.

## Historique

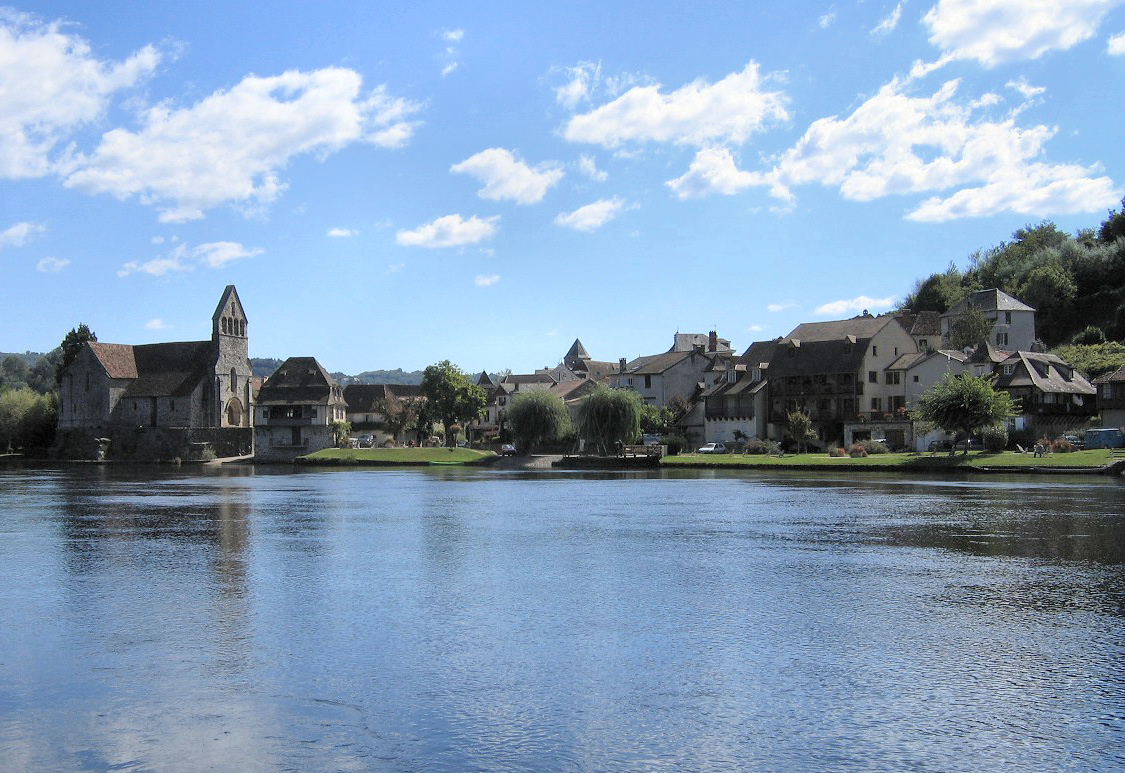
L'église (à gauche) et village de Beaulieu-sur-Dordogne au bord de la Dordogne (2005).

L'église est l'ancienne église paroissiale de Beaulieu qui a été édifiée dans le quartier du Port-Haut dans la seconde moitié du XIIe siècle à la demande des habitants. Jusqu'à sa construction, les habitants du bourg dépendaient de la paroisse de Sioniac. L'église est alors dédiée à la Vierge. 
Elle doit subir les désastres de la Guerre de Cent Ans. Les Anglais occupent Beaulieu en 1341. Après la guerre, l'église doit être renforcée. Elle est restaurée en 1474 et deux chapelles latérales sont ajoutées pour renforcer la nef, dont une dédiée à sainte Barbe, patronne des navigateurs. Un clocher à peigne est construit au-dessus de la façade occidentale de l'église.
À la Révolution, les moines doivent abandonner l'abbaye Saint-Pierre de Beaulieu-sur-Dordogne. Après le Concordat de 1801, l'église abbatiale devient l'église paroissiale. L'église Notre-Dame a été abandonnée et vendue comme bien national. Elle est transformée en grange. Elle est rachetée le 5 juillet 1803 par un prêtre insermenté, Xavier Cances, ancien curé de Bilhac, qui avait émigré en Espagne en 1792, revenu en France pour habiter dans la maison de ses parents, à Beaulieu. Elle est rachetée par une confrérie de pénitents bleus en 1820. Les pénitents y ont fait construire une tribune avec un escalier pour séparer les pénitents des autres fidèles. La confrérie des pénitents bleus a disparu en 1866. Abandonnée par les pénitents, l'église est alors entretenue par une religieuse ursuline, Mère Sainte Ursule, avec les habitants du quartier.
L'église est classée au titre des monuments historiques le 27 avril 1927 grâce à la visite d'un ministre venu inaugurer le nouveau pont de Beaulieu[réf. souhaitée].
L'église est de nouveau abandonnée à partir de la Seconde Guerre mondiale. L'église est restaurée après 1989. Elle accueille des expositions temporaires.

## Philatélie
Le 10 mai 2023, La Poste a émis un bloc collector de 8 timbres à validité permanente pour lettre verte sur le thème « Limousin - Périgord - Terres de rivières » ; ce bloc se présente sous deux visuels différents dont l'un montre l'église Notre-Dame de Beaulieu-sur-Dordogne au bord de la Dordogne..